# Championnat du monde féminin de rink hockey 2010
Navigation
Championnat du monde féminin 2008 Championnat du monde féminin 2012
Le Championnat du monde de rink hockey féminin 2010, dixième édition de la compétition, se déroule du 25 septembre 2010 au 2 octobre 2010 à Alcobendas en Espagne.
La compétition se déroule au Polideportivo Municipal de Alcobendas "José Caballero".
L'Argentine remporte son quatrième titre mondial. La France accède pour la première fois au podium.

## Nations participantes
| Afrique du Sud | Allemagne  | Angleterre | Argentine |
| Australie      | Brésil     | Chili      | Colombie  |
| Espagne        | États-Unis | France     | Inde      |
| Japon          | Mexique    | Portugal   | Suisse    |

### Groupe A
| Équipe     | J | G | N | P | Bp | Bc | Diff | Pts |
| ---------- | - | - | - | - | -- | -- | ---- | --- |
| Espagne    | 3 | 3 | 0 | 0 | 31 | 1  | +30  | 9   |
| Angleterre | 3 | 2 | 0 | 1 | 8  | 9  | −1   | 6   |
| Suisse     | 3 | 1 | 0 | 2 | 2  | 16 | −14  | 3   |
| Japon      | 3 | 0 | 0 | 3 | 0  | 15 | −15  | 0   |

| 25 septembre 2010 | Espagne | 12 – 0 | Japon | Pabellón Amaya Valdemoro, Alcobendas |
| 21:30             |         |        |       |                                      |

| 26 septembre 2010 | Suisse | 1 – 5 | Angleterre | Pabellón Amaya Valdemoro, Alcobendas |
| 16:30             |        |       |            |                                      |

| 27 septembre 2010 | Suisse | 1 – 0 | Japon | Pabellón Amaya Valdemoro, Alcobendas |
| 13:30             |        |       |       |                                      |

| 27 septembre 2010 | Espagne | 8 – 1 | Angleterre | Pabellón Amaya Valdemoro, Alcobendas |
| 21:00             |         |       |            |                                      |

| 28 septembre 2010 | Japon | 0 – 2 | Angleterre | Pabellón Amaya Valdemoro, Alcobendas |
| 09:00             |       |       |            |                                      |

| 28 septembre 2010 | Espagne | 11 – 0 | Suisse | Pabellón Amaya Valdemoro, Alcobendas |
| 21:00             |         |        |        |                                      |

### Groupe B
| Équipe    | J | G | N | P | Bp | Bc | Diff | Pts |
| --------- | - | - | - | - | -- | -- | ---- | --- |
| Allemagne | 3 | 3 | 0 | 0 | 26 | 2  | +24  | 9   |
| Portugal  | 3 | 2 | 0 | 1 | 43 | 4  | +39  | 6   |
| Inde      | 3 | 1 | 0 | 2 | 10 | 33 | −23  | 3   |
| Mexique   | 3 | 0 | 0 | 3 | 0  | 40 | −40  | 0   |

| 26 septembre 2010 | Inde | 10 – 0 | Mexique | Pabellón Amaya Valdemoro, Alcobendas |
| 10:00             |      |        |         |                                      |

| 26 septembre 2010 | Portugal | 2 – 4 | Allemagne | Pabellón Amaya Valdemoro, Alcobendas |
| 19:30             |          |       |           |                                      |

| 27 septembre 2010 | Allemagne | 13 – 0 | Inde | Pabellón Amaya Valdemoro, Alcobendas |
| 10:30             |           |        |      |                                      |

| 27 septembre 2010 | Portugal | 21 – 0 | Mexique | Pabellón Amaya Valdemoro, Alcobendas |
| 16:30             |          |        |         |                                      |

| 28 septembre 2010 | Portugal | 20 – 0 | Inde | Pabellón Amaya Valdemoro, Alcobendas |
| 13:30             |          |        |      |                                      |

| 28 septembre 2010 | Allemagne | 9 – 0 | Mexique | Pabellón Amaya Valdemoro, Alcobendas |
| 16:30             |           |       |         |                                      |

### Groupe C
| Équipe         | J | G | N | P | Bp | Bc | Diff | Pts |
| -------------- | - | - | - | - | -- | -- | ---- | --- |
| Argentine      | 3 | 3 | 0 | 0 | 24 | 0  | +24  | 9   |
| Colombie       | 3 | 2 | 0 | 1 | 9  | 8  | +1   | 6   |
| Chili          | 3 | 1 | 0 | 2 | 10 | 7  | +3   | 3   |
| Afrique du Sud | 3 | 0 | 0 | 3 | 1  | 29 | −28  | 0   |

| 26 septembre 2010 | Afrique du Sud | 0 – 6 | Colombie | Pabellón Amaya Valdemoro, Alcobendas |
| 11:30             |                |       |          |                                      |

| 26 septembre 2010 | Argentine | 3 – 0 | Chili | Pabellón Amaya Valdemoro, Alcobendas |
| 21:00             |           |       |       |                                      |

| 27 septembre 2010 | Chili | 8 – 1 | Afrique du Sud | Pabellón Amaya Valdemoro, Alcobendas |
| 12:00             |       |       |                |                                      |

| 27 septembre 2010 | Argentine | 6 – 0 | Colombie | Pabellón Amaya Valdemoro, Alcobendas |
| 19:30             |           |       |          |                                      |

| 28 septembre 2010 | Argentine | 15 – 0 | Afrique du Sud | Pabellón Amaya Valdemoro, Alcobendas |
| 10:30             |           |        |                |                                      |

| 28 septembre 2010 | Chili | 2 – 3 | Colombie | Pabellón Amaya Valdemoro, Alcobendas |
| 19:30             |       |       |          |                                      |

### Groupe D
| Équipe     | J | G | N | P | Bp | Bc | Diff | Pts |
| ---------- | - | - | - | - | -- | -- | ---- | --- |
| France     | 3 | 3 | 0 | 0 | 23 | 2  | +21  | 9   |
| États-Unis | 3 | 2 | 0 | 1 | 7  | 11 | −4   | 6   |
| Brésil     | 3 | 1 | 0 | 2 | 4  | 13 | −9   | 3   |
| Australie  | 3 | 0 | 0 | 3 | 6  | 14 | −8   | 0   |

| 26 septembre 2010 | Brésil | 3 – 2 | Australie | Pabellón Amaya Valdemoro, Alcobendas |
| 13:00             |        |       |           |                                      |

| 26 septembre 2010 | États-Unis | 1 – 7 | France | Pabellón Amaya Valdemoro, Alcobendas |
| 18:00             |            |       |        |                                      |

| 27 septembre 2010 | France | 7 – 1 | Australie | Pabellón Amaya Valdemoro, Alcobendas |
| 09:00             |        |       |           |                                      |

| 27 septembre 2010 | États-Unis | 2 – 1 | Brésil | Pabellón Amaya Valdemoro, Alcobendas |
| 18:00             |            |       |        |                                      |

| 28 septembre 2010 | États-Unis | 4 − 3 | Australie | Pabellón Amaya Valdemoro, Alcobendas |
| 12:00             |            |       |           |                                      |

| 28 septembre 2010 | France | 9 − 0 | Brésil | Pabellón Amaya Valdemoro, Alcobendas |
| 18:00             |        |       |        |                                      |

## Élimination directe

### Tableau final
|  | Quarts de finale          | Quarts de finale          |                        |                        | Demi-finales             | Demi-finales             |   |  | Finale                 | Finale                 |
|  | Quarts de finale          | Quarts de finale          |                        |                        | Demi-finales             | Demi-finales             |   |  | Finale                 | Finale                 |
|  |                           |                           |                        |                        |                          |                          |   |  |                        |                        |
|  | 30 septembre – Alcobendas | 30 septembre – Alcobendas |                        |                        | 1er octobre – Alcobendas | 1er octobre – Alcobendas |   |  | 2 octobre – Alcobendas | 2 octobre – Alcobendas |
|  | 30 septembre – Alcobendas | 30 septembre – Alcobendas |                        |                        | 1er octobre – Alcobendas | 1er octobre – Alcobendas |   |  | 2 octobre – Alcobendas | 2 octobre – Alcobendas |
|  | Espagne                   | 3                         |                        |                        | 1er octobre – Alcobendas | 1er octobre – Alcobendas |   |  | 2 octobre – Alcobendas | 2 octobre – Alcobendas |
|  | Espagne                   | 3                         |                        |                        | 1er octobre – Alcobendas | 1er octobre – Alcobendas |   |  | 2 octobre – Alcobendas | 2 octobre – Alcobendas |
|  | Portugal                  | 0                         |                        |                        | 1er octobre – Alcobendas | 1er octobre – Alcobendas |   |  | 2 octobre – Alcobendas | 2 octobre – Alcobendas |
|  | Portugal                  | 0                         | Espagne                | 3                      |                          |                          |   |  | 2 octobre – Alcobendas | 2 octobre – Alcobendas |
|  | 30 septembre – Alcobendas |                           | Espagne                | 3                      |                          |                          |   |  | 2 octobre – Alcobendas | 2 octobre – Alcobendas |
|  |                           | France                    | 4                      |                        |                          |                          |   |  | 2 octobre – Alcobendas | 2 octobre – Alcobendas |
|  | France                    | France                    | 4                      | 4                      |                          |                          |   |  | 2 octobre – Alcobendas | 2 octobre – Alcobendas |
|  | France                    |                           |                        | 4                      |                          |                          |   |  | 2 octobre – Alcobendas | 2 octobre – Alcobendas |
|  | Colombie                  | 1                         |                        |                        |                          |                          |   |  | 2 octobre – Alcobendas | 2 octobre – Alcobendas |
|  | Colombie                  | 1                         | France                 | 1                      |                          |                          |   |  |                        |                        |
|  | 30 septembre – Alcobendas |                           | France                 | 1                      |                          |                          |   |  |                        |                        |
|  |                           | Argentine                 | 5                      |                        |                          |                          |   |  |                        |                        |
|  | Allemagne                 | Argentine                 | 5                      | 4                      |                          |                          |   |  |                        |                        |
|  | Allemagne                 | 1er octobre – Alcobendas  |                        | 4                      |                          |                          |   |  |                        |                        |
|  | Angleterre                | 1                         |                        |                        |                          |                          |   |  |                        |                        |
|  | Angleterre                | 1                         | Allemagne              | 0                      |                          |                          |   |  |                        |                        |
|  | 30 septembre – Alcobendas | 30 septembre – Alcobendas | Allemagne              | 0                      | Match pour la 3e place   | Match pour la 3e place   |   |  |                        |                        |
|  | 30 septembre – Alcobendas | 30 septembre – Alcobendas |                        | Argentine              | Match pour la 3e place   | Match pour la 3e place   | 3 |  |                        |                        |
|  | Argentine                 | 8                         | 2 octobre – Alcobendas | 2 octobre – Alcobendas |                          |                          | 3 |  |                        |                        |
|  | Argentine                 | 8                         | 2 octobre – Alcobendas | 2 octobre – Alcobendas |                          |                          |   |  |                        |                        |
|  | États-Unis                | 0                         |                        | Espagne                | 3                        |                          |   |  |                        |                        |
|  | États-Unis                | 0                         |                        | Espagne                | 3                        |                          |   |  |                        |                        |
|  |                           |                           |                        |                        |                          |                          |   |  | Allemagne              | 0                      |
|  |                           |                           |                        |                        |                          |                          |   |  | Allemagne              | 0                      |

| Championnat du monde féminin de rink hockey 2010 |
| ------------------------------------------------ |
| ARGENTINE Quatrième titre                        |

### 5e–8eplaces
|  | Demi-finales             | Demi-finales             |                |   | Cinquième place        | Cinquième place        |
|  | Demi-finales             | Demi-finales             |                |   | Cinquième place        | Cinquième place        |
|  |                          |                          |                |   |                        |                        |
|  | 1er octobre – Alcobendas | 1er octobre – Alcobendas |                |   | 2 octobre – Alcobendas | 2 octobre – Alcobendas |
|  | 1er octobre – Alcobendas | 1er octobre – Alcobendas |                |   | 2 octobre – Alcobendas | 2 octobre – Alcobendas |
|  | Portugal                 | 1                        |                |   | 2 octobre – Alcobendas | 2 octobre – Alcobendas |
|  | Portugal                 | 1                        |                |   | 2 octobre – Alcobendas | 2 octobre – Alcobendas |
|  | Colombie                 | 2                        |                |   | 2 octobre – Alcobendas | 2 octobre – Alcobendas |
|  | Colombie                 | 2                        | Colombie       | 4 |                        |                        |
|  | 1er octobre – Alcobendas |                          | Colombie       | 4 |                        |                        |
|  |                          | Angleterre               | 2              |   |                        |                        |
|  | Angleterre               | Angleterre               | 2              | 4 |                        |                        |
|  | Angleterre               |                          |                | 4 |                        |                        |
|  | États-Unis               | 1                        |                |   |                        |                        |
|  | États-Unis               | 1                        | septième place |   |                        |                        |
|  |                          |                          |                |   |                        |                        |
|  | 2 octobre – Alcobendas   |                          |                |   |                        |                        |
|  |                          |                          |                |   |                        |                        |
|  | Portugal                 | 14                       |                |   |                        |                        |
|  | Portugal                 | 14                       |                |   |                        |                        |
|  | États-Unis               | 2                        |                |   |                        |                        |
|  | États-Unis               | 2                        |                |   |                        |                        |

### 9e–16eplaces
|  | Quarts de finale          | Quarts de finale          |                        |                        | Demi-finale              | Demi-finale              |   |  | Neuvième place         | Neuvième place         |
|  | Quarts de finale          | Quarts de finale          |                        |                        | Demi-finale              | Demi-finale              |   |  | Neuvième place         | Neuvième place         |
|  |                           |                           |                        |                        |                          |                          |   |  |                        |                        |
|  | 30 septembre – Alcobendas | 30 septembre – Alcobendas |                        |                        | 1er octobre – Alcobendas | 1er octobre – Alcobendas |   |  | 2 octobre – Alcobendas | 2 octobre – Alcobendas |
|  | 30 septembre – Alcobendas | 30 septembre – Alcobendas |                        |                        | 1er octobre – Alcobendas | 1er octobre – Alcobendas |   |  | 2 octobre – Alcobendas | 2 octobre – Alcobendas |
|  | Suisse                    | 8                         |                        |                        | 1er octobre – Alcobendas | 1er octobre – Alcobendas |   |  | 2 octobre – Alcobendas | 2 octobre – Alcobendas |
|  | Suisse                    | 8                         |                        |                        | 1er octobre – Alcobendas | 1er octobre – Alcobendas |   |  | 2 octobre – Alcobendas | 2 octobre – Alcobendas |
|  | Mexique                   | 0                         |                        |                        | 1er octobre – Alcobendas | 1er octobre – Alcobendas |   |  | 2 octobre – Alcobendas | 2 octobre – Alcobendas |
|  | Mexique                   | 0                         | Suisse                 | 3                      |                          |                          |   |  | 2 octobre – Alcobendas | 2 octobre – Alcobendas |
|  | 30 septembre – Alcobendas |                           | Suisse                 | 3                      |                          |                          |   |  | 2 octobre – Alcobendas | 2 octobre – Alcobendas |
|  |                           | Brésil                    | 2                      |                        |                          |                          |   |  | 2 octobre – Alcobendas | 2 octobre – Alcobendas |
|  | Brésil                    | Brésil                    | 2                      | 2                      |                          |                          |   |  | 2 octobre – Alcobendas | 2 octobre – Alcobendas |
|  | Brésil                    |                           |                        | 2                      |                          |                          |   |  | 2 octobre – Alcobendas | 2 octobre – Alcobendas |
|  | Afrique du Sud            | 0                         |                        |                        |                          |                          |   |  | 2 octobre – Alcobendas | 2 octobre – Alcobendas |
|  | Afrique du Sud            | 0                         | Suisse                 | 1                      |                          |                          |   |  |                        |                        |
|  | 30 septembre – Alcobendas |                           | Suisse                 | 1                      |                          |                          |   |  |                        |                        |
|  |                           | Chili                     | 2                      |                        |                          |                          |   |  |                        |                        |
|  | Inde                      | Chili                     | 2                      | 2                      |                          |                          |   |  |                        |                        |
|  | Inde                      | 1er octobre – Alcobendas  |                        | 2                      |                          |                          |   |  |                        |                        |
|  | Japon                     | 3                         |                        |                        |                          |                          |   |  |                        |                        |
|  | Japon                     | 3                         | Japon                  | 0                      |                          |                          |   |  |                        |                        |
|  | 30 septembre – Alcobendas | 30 septembre – Alcobendas | Japon                  | 0                      | onzième place            | onzième place            |   |  |                        |                        |
|  | 30 septembre – Alcobendas | 30 septembre – Alcobendas |                        | Chili                  | onzième place            | onzième place            | 4 |  |                        |                        |
|  | Chili                     | 9                         | 2 octobre – Alcobendas | 2 octobre – Alcobendas |                          |                          | 4 |  |                        |                        |
|  | Chili                     | 9                         | 2 octobre – Alcobendas | 2 octobre – Alcobendas |                          |                          |   |  |                        |                        |
|  | Australie                 | 1                         |                        | Brésil                 | 4                        |                          |   |  |                        |                        |
|  | Australie                 | 1                         |                        | Brésil                 | 4                        |                          |   |  |                        |                        |
|  |                           |                           |                        |                        |                          |                          |   |  | Japon                  | 2                      |
|  |                           |                           |                        |                        |                          |                          |   |  | Japon                  | 2                      |

### 13e–16eplaces
|  | Demi-finales             | Demi-finales             |                 |   | Treizième place        | Treizième place        |
|  | Demi-finales             | Demi-finales             |                 |   | Treizième place        | Treizième place        |
|  |                          |                          |                 |   |                        |                        |
|  | 1er octobre – Alcobendas | 1er octobre – Alcobendas |                 |   | 2 octobre – Alcobendas | 2 octobre – Alcobendas |
|  | 1er octobre – Alcobendas | 1er octobre – Alcobendas |                 |   | 2 octobre – Alcobendas | 2 octobre – Alcobendas |
|  | Mexique                  | 1                        |                 |   | 2 octobre – Alcobendas | 2 octobre – Alcobendas |
|  | Mexique                  | 1                        |                 |   | 2 octobre – Alcobendas | 2 octobre – Alcobendas |
|  | Afrique du Sud           | 2                        |                 |   | 2 octobre – Alcobendas | 2 octobre – Alcobendas |
|  | Afrique du Sud           | 2                        | Afrique du Sud  | 0 |                        |                        |
|  | 1er octobre – Alcobendas |                          | Afrique du Sud  | 0 |                        |                        |
|  |                          | Australie                | 3               |   |                        |                        |
|  | Inde                     | Australie                | 3               | 0 |                        |                        |
|  | Inde                     |                          |                 | 0 |                        |                        |
|  | Australie                | 10                       |                 |   |                        |                        |
|  | Australie                | 10                       | Quinzième place |   |                        |                        |
|  |                          |                          |                 |   |                        |                        |
|  | 2 octobre – Alcobendas   |                          |                 |   |                        |                        |
|  |                          |                          |                 |   |                        |                        |
|  | Mexique                  | 0                        |                 |   |                        |                        |
|  | Mexique                  | 0                        |                 |   |                        |                        |
|  | Inde                     | 10                       |                 |   |                        |                        |
|  | Inde                     | 10                       |                 |   |                        |                        |

## Classement final
| Place | Équipe         |
| ----- | -------------- |
| 1     | Argentine      |
| 2     | France         |
| 3     | Espagne        |
| 4     | Allemagne      |
| 5     | Colombie       |
| 6     | Angleterre     |
| 7     | Portugal       |
| 8     | États-Unis     |
| 9     | Chili          |
| 10    | Suisse         |
| 11    | Brésil         |
| 12    | Japon          |
| 13    | Australie      |
| 14    | Afrique du Sud |
| 15    | Inde           |
| 16    | Mexique        |